# سیارک ۳۰۴۱۸
سیارک ۳۰۴۱۸ (به انگلیسی: 30418 Jakobsteiner، نامگذاری:2000LG) سی هزار و چهارصد و هجدهمین سیارک کشف شده‌است که در ۱ ژوئن ۲۰۰۰ کشف شد.